# 阿谢尔大花楸站
阿谢尔大花楸站（法語：Gare d'Achères - Grand-Cormier），是法国的一个铁路车站，位于伊夫林省圣日耳曼昂莱。属于第五收费区（法語：Zone 5）。

## 位置
本站位于圣日耳曼昂莱，是一个属于大区快铁A线A5支线和巴黎圣拉扎尔线的一座车站，开通于1843年5月9日。车站在1989年开通大区快铁服务。